# Кобзевка (Харьковская область)
Кобзевка (укр. Кобзівка) — село, Кобзовский сельский совет, Красноградский район, Харьковская область, Украина.
Код КОАТУУ — 6323381201. Население по переписи 2001 года составляет 651 (307/344 м/ж) человек.
Является административным центром Кобзовского сельского совета, в который, кроме того, входят сёла Кобзевка Вторая, Отрадовка, Новопавловка, Шкаврово и посёлок Дружба.

## Географическое положение
Село Кобзевка находится на берегу Кобзевского водохранилища, расположенного на реке Вшивая. Ниже по течению на расстоянии в 1 км расположено село Отрадовка, на расстоянии в 2 км расположено село Кобзевка Вторая.
На расстоянии в 4 км проходит автомобильная дорога М-18 (E 105).

## История
- 1883 — дата основания.

## Достопримечательности
- Братская могила сельских активистов, советских воинов и памятный знак воинам-односельчанам. Похоронено 28 воинов.